# Hertogdom Saksen-Weimar-Eisenach
Het hertogdom Saksen-Weimar-Eisenach was een van de Ernestijnse hertogdommen in het huidige Thüringen.

## Geschiedenis
Het hertogdom  Weimar-Eisenach ontstond toen Ernst August I, hertog van Saksen-Weimar, na de dood van Willem Hendrik van Saksen-Eisenach (1741) ook Saksen-Eisenach in handen kreeg.
Ernst Augusts zoon Ernst August II Constantijn werd opgevolgd door zijn vrouw Anna Amalia, die met toestemming van keizerin Maria Theresia als regentes de regering voor hun minderjarige zoon Karel August waarnam. Voor zijn literatuuronderricht haalde zij de dichter-schrijver Christoph Martin Wieland naar het hof van Weimar. Onder Karel August groeide Weimar uit tot middelpunt van het Duitse geestesleven, waar schrijvers als Johann Wolfgang von Goethe, Johann Gottfried Herder en Friedrich Schiller verbleven. Deze periode staat in de Duitse literatuurgeschiedenis bekend als de Weimarer Klassik. Karel August regeerde als verlicht despoot en schonk zijn land in 1816 de eerste constitutie.
Het huwelijk van de troonopvolger Karel Frederik met de Russische grootvorstin Maria Paulowna in 1804 bracht het land onder de bescherming van tsaar Alexander I, die het nodig had in de strijd tegen Napoleon. Onder zijn invloed werd Saksen-Weimar-Eisenach op het Congres van Wenen in 1815  tot groothertogdom verheven.

### Hertogen
- 1741-1748: Ernst August I
  - 1748-1755: Frederik III van Saksen-Gotha-Altenburg (regent)
- 1748-1758: Ernst August II Constantijn
  - 1758-1759: Karel I van Brunswijk (regent)
  - 1759-1775: Anna Amalia van Brunswijk (regentes)
- 1758-1815: Karel August